# Saulieu
Saulieu é uma comuna francesa na região administrativa da Borgonha-Franco-Condado, no departamento de Côte-d'Or. Estende-se por uma área de 32,05 km². Em 2010 a comuna tinha 2 493 habitantes (densidade: 77,8 hab./km²).